# Сељанец
Сељанец је насељено место у Републици Хрватској у Вараждинској жупанији. Административно је у саставу града Иванца. Простире се на површини од 4,86 км2
Сељанец се налази 15 км југозападно од центра жупаније Вараждина.

## Становништво
На попису становништва 2011. године, Сељанец је имао 223 становника.
Према попису становништва из 2001. године у насељу Сељанец живело је 224 становника. који су живели у 46 породичних домаћинстава Густина насељености је 46,10 становника на км2
Кретање броја становника по пописима 1857—2001.
| година пописа  | 1857. | 1869. | 1880. | 1890. | 1900. | 1910. | 1921. | 1931. | 1948. | 1953. | 1961. | 1971. | 1981. | 1991. | 2001. |
| бр. становника | 55    | 60    | 75    | 79    | 83    | 99    | 111   | 134   | 158   | 155   | 157   | 168   | 180   | 212   | 224   |

Напомена:До 1900. и од 1981. надаље исказивано под именом Сељанец. Од 1910. до 1971. исказивано под именом Сељанец Подбелски.

## Попис1991.
На попису становништва 1991. године, насељено место Сељанец је имало 212 становника, следећег националног састава:
| Попис 1991.‍ | Попис 1991.‍ | Попис 1991.‍ | Попис 1991.‍ | Попис 1991.‍ |
| ----------- | ----------- | ----------- | ----------- | ----------- |
|             |             |             |             |             |
| Хрвати      | Хрвати      |             | 212         | 100%        |
| укупно: 212 |             |             |             |             |